# Fleves
Fleves (griechisch Φλέβες (f. pl.) = Adern) ist eine unbewohnte kleine Insel im Saronischen Golf.

## Geografie
Die Insel ist unweit der Westküste Attikas etwa 2,5 km vor der Bucht von Vouliagmeni gelegen. Sie hat eine Nord-Süd-Ausdehnung von etwa 1,6 km, West-Ost-Ausdehnung von 1,4 km und eine Fläche von 1,358 km². Die höchste Erhebung von 74 m liegt im südlichen Teil der Insel. Die verwaltungsmäßig zur Gemeinde Vari-Voula-Vouliagmeni gehörende Insel ist nur spärlich mit Vertretern der Phrygana begrünt. Im nördlichen Teil der Insel gibt es steil abfallende felsige Klippen, die natürliche Bögen, Höhlen und Spalten formen. Etwa 150 m nördlich von Fleves liegt die kleine Insel Flevopoula (griechisch Φλεβοπούλα) mit einer Fläche von etwa 2,2 ha und einer maximalen Höhe von etwa 15 m. Ein weiteres Inselchen mit etwa 5.500 m² und einer maximalen Höhe von etwa 10 m liegt 85 m südlich von Fleves.
Fleves steht im Eigentum der griechischen Marine. Noch während des Zweiten Weltkriegs war sie eine Marine-Festung. An der Spitze der Klippe befanden sich schwere Kanonen zum Schutz der Festung.

## Benennung
Worauf sich der heutige Name zurückführt ist nicht bekannt. Ob sich der Name auf eine Erzader bezieht, auf geädertes oder marmoriertes Gestein oder eine andere Bedeutung hat, bleibt ungewiss. In der Antike wurde die Insel nach Strabon Phabra (altgriechisch Φάβρα) und nach Hesychios von Alexandria Phabris (altgriechisch Φαβρίς) genannt. Conrad Bursian vermutete, dass der antike Name ursprünglich Phaura (altgriechisch Φαύρα) lautete und sich von fauli (altgriechisch φαύλη = die schlechte oder die unbrauchbare) ableitete. Im 19. Jahrhundert soll die Insel Phlega oder Phleva oder ai Phlevais (griechisch αί Φλέβαις) genannt worden sein.

## „Kannibalen-Insel“
Nach einer Legende war Fleves vor etwa 600 Jahren der Ort schrecklicher Geschehnisse: Zwölf Räuber, die sich auf der Flucht befanden, baten einen Fischer, sie zu dieser kargen Insel zu bringen. Sie fanden dort nur Pflanzen zu essen, und da sie nicht zurück an die Küste gelangen konnten, verhungerten sie einer nach dem anderen. Die Überlebenden verzehrten ihre toten Gefährten, bis am Ende nur noch einer, ihr früherer Anführer, am Leben war. Von da an galt die Insel für lange Zeit als Ort des Bösen, und niemand ging dort an Land.
Als später gelegentlich Hirten ihre Schafe und Ziegen auf der Insel weiden ließen, fanden sie immer, wenn sie morgens erwachten, einige ihrer Tiere tot, ihre Kadaver mit stinkenden Wunden. Auch wenn sie versuchten, während der Nacht zu wachen, entdeckten die Hirten niemals irgendeinen Grund für dieses seltsame Phänomen. Dann wurde jedoch die Herde eines bestimmten Schäfers verschont. Er hatte ein Feuer angezündet und saß neben dem Feuer, als ein geheimnisvoller alter Bauer scheinbar aus dem Nichts in das Licht der Flammen kam und sich neben ihn setzte. Der Schäfer begrüßte den alten Mann höflich, sein seltsamer Besucher begann schließlich zu sprechen, und die beiden unterhielten sich die ganze Nacht. Der alte Mann sagte, sein Name sei Metros. Als die Dämmerung am nächsten Morgen anbrach und der Alte verschwand, entdeckte der Schäfer, dass er keines seiner Schafe verloren hatte. Von da an grüßten Besucher der Insel stets sorgsam laut den geheimnisvollen alten Metros, wenn sie landeten, und die seltsamen Todesfälle von Tieren endeten.

## Geschichte
Vor etwa 12.000 Jahren als der Meeresspiegel etwa 70 m niedriger lag als heute war Fleves noch mit dem Festland verbunden. Als der Meeresspiegel 5.000 v. Chr. nur noch 10 m unter dem heutigen Niveau lag, war Fleves bereits eine Insel. Im 3. Jahrtausend v. Chr. gab es auf der Insel eine kleine frühhelladische Siedlung. An diesem Ort entdeckten der Hobbyarchäologe Adonis Kyrou und der Höhlenforscher Dimitris Koulaxizis 2023 typische Keramik und Obsidianklingen. Ob die Insel nach dieser Zeit weiter bewohnt war ist nicht bekannt.
1940 wurde auf dem höchsten Punkt Geschützbatterien und Flugabwehrkanonen installiert. Außerdem wurde ein Aussichtsposten errichtet, der mit zwei großen Suchscheinwerfern, die in den Bunker abgescnkt werden konnten, errichtet.
Während des Kalten Kriegs war die gesamte Insel Militärisches Sperrgebiet und diente als Verteidigungsstellung zum Schutz der griechischen Hauptstadt Athen. Erneut wurden Bunker, Radarantennen und Abwehrsysteme installiert. Heute wird nur noch der westliche Teil der Insel von der griechischen Marine beansprucht und dient vor allem den Marinetauchern als Trainingsgebiet.

## Tauchgebiet und Ankerplatz
Das Gebiet um die Insel wird gerne von Sporttauchern aufgesucht; etliche Tauchschulen haben Touren hierher im Programm. In 12 bis 6 m Tiefe gibt es ein großes Gebiet mit zerbrochenen alten Amphoren. Ferner sind zahlreiche Geschosse aus dem Zweiten Weltkrieg zu finden. Eine 4 m hohe Höhle über der Oberfläche reicht bis in 6 m Tiefe. Im Süden der Insel liegt in einer Tiefe von 6 bis 12 m das 56 m lange Wrack des Frachtschiffs Panagis, das 1984 sank. In demselben Gebiet sank nach Bombardierung durch die deutsche Luftwaffe am 21. April 1941 der griechische Zerstörer Thyella. Das am 26. September 1983 im Sturm gesunkene Frachtschiff Elenitsa K. liegt in einer Tiefe zwischen 72 und 85 m.
Im Westen der Insel bietet eine Bucht einen sicheren vor dem Meltemi geschützten Ankerplatz, der wegen seiner friedlichen Lage in der Nähe von Athen gerne von Seglern aufgesucht wird.

## Navigation
Im Südwesten von Fleves gibt es einen Leuchtturm mit der Internationalen Ordnungsnummer E 4193. Er besteht aus einer weißen Pyramide von 3 m Höhe. Das Signallicht befindet sich in 41 m Höhe und hat eine Tragweite von 8 sm. Das Lichtsignal hat eine Frequenz von 10 s mit drei Lichtblitzen von 0,3 s und Dunkelphasen von 1,7 s, 1,7 s und 5,7 s.